# Verwunschen
„Verwunschen“ ist das elfte Studioalbum von André Heller.

## Inhalte und Produktionsnotizen
„Verwunschen“ kommt nahe an die Erfordernisse eines Konzeptalbums heran, es enthält größtenteils offen und versteckt autobiographisch geprägte Titel wie Bitter und Süß, Angstlied oder Miruna die Riesin aus Göteborg, das sich mit unterdrückten Wünschen seines Vaters beschäftigt. Der autobiographisch gefärbte Titel Angstlied behandelt katholisch geprägte Kindheitserlebnisse (Furcht vor einem herannahenden Gewitter; Anflehung der Gottesmutter) und spätere Erfahrungen in einem Jesuiteninternat. An den Titeln Schnitterlied (nach einem portugiesischen Volkslied) und Rondeau (nach Motiven von François Villon) wirkte Esmail Vasseghi mit traditionellen persischen Instrumenten mit. In Miruna, die Riesin aus Göteborg hatte Freddie Hubbard und in Tulios Lied Dino Saluzzi am Bandoneon Gastauftritte. Rene Clemencic spielte in Mein Liebstes, tu die Schatten fort das Flötensolo ein. Vincent Colaiuta, der gerade bei Frank Zappa ausgestiegen war, steuerte die Perkussion bei.
Das Album machte Andre Heller in der DDR einer breiteren Öffentlichkeit bekannt, da es 1982 auch bei Amiga erschienen war.

## Titelliste
- Intro
- Bitter und Süß
- Verwunschen
- Schnitterlied
- Du ungnädige Gnädige
- Miruna, die Riesin aus Göteborg
- … oder was?!
- Angstlied
- Rondeau
- Der Zauberer ist tot
- Mein Liebstes, tu die Schatten fort
- Extro